# Maxim
«Maxim» (укр. Макси́м) — міжнародний чоловічий журнал. З 1995 по 1997 головна редакція була в Британії, з 1997 — в Нью-Йорку. Відомий фотосесіями акторок, співачок, моделей, які перебувають на піку популярності. Журнал має обіг у приблизно 9 мільйонів читачів кожного місяця, а це перевищує число читачів таких журналів як GQ, Esquire і Details. Maxim Digital отримує близько 4 мільйонів унікальних проглядів щомісячно.
Продається в 75 країнах, має 16 видань. Особливо популярний в Південній Кореї, Японії, Індонезії, США, Індії, Сербії, Франції, Греції, Туреччині, Філіппінах, Болгарії, Канаді, Чехії, Польщі, Мексиці, Бразилії, Німеччині, Аргентині.
Українська версія видавалася з 2003 до 2015 російською мовою.

## Історія
У 1999 році створений сайт MaximOnline.com (наразі maxim.com). Він включав наповнення, якого не було у друкованому виданні та фокусувався на тих же самих темах. Додатково мав ексклюзивну галерею «Girls of Maxim» та рубрики «Joke of the Day» і «Maxim Video», яка включала відео з інтерв'ю, музичним відео та фотозйомками.
5 лютого 2005 дебютувала розмовна програма Maxim Radio на Sirius Satellite Radio, яка орієнтувалася на чоловічу аудиторію. Після того як Sirius-XM була злитою із іншою компанією в 2008, бренд Maxim був знятий з ефіру.
5 червня 2006 журнал повідомив плани на побудову казино в Лас-Вегас-Стріп північніше від Circus Circus, проте задум був відхилений власниками кондомініумів, які подали скаргу на те, що нове казино зруйнує їх вид. Земля була продана MGM Mirage.
15 червня 2007 приватна інвестиційна компанія Quadrangle Group разом із Кентом Браунрайдгом анонсувала придбання батьківської компанії Maxim, Blender, Stuff та MaximOnline.com в США під ім'ям Alpha Media Group. 23 квітня 2009 компанія Dennis Publishing повідомила, що більше не буде друкувати фізичні примірники в Британії, проте сайт для британської аудиторії буде продовжуватися підтриматися редакцією.
В липні 2009 «Maxim» в партнерстві із UFC вперше організував захід Maxim UFC Octagon Girl Search на UFC Fan Expo. 40 дівчат брали участь у конкурсі; переможницею стала Наташа Вайкс.
В серпні 2009 компанія Quadrangle Group припинила інвестувати в Alpha Media Group, отримуючи Cerberus Capital Management як головного партнера. В 2013 компанія Alpha анонсувала продаж журналу «Maxim» щойно створеній компанії Darden Media Group, проте Darden не змогла зібрати потрібну кількість грошей. Пізніше Кельвіну Дардену молодшому було пред'явлено обвинувачення у шахрайстві за цю транзакцію.
Між 2010 та 2012 «Maxim» усунув два випуски: тепер на рік видавалися 10 випусків, а не 12; журнал також втратив 20 % свого обігу (з 2,5 до 2 мільйонів).
Онлайнове реаліті-конкурс Maximum Warrior дебютувало в 2011. Завдання конкурсу було перевірити 10 найбільш елітних американських військових операторів у десятьох викликах військової тематики. Ці відео доступні онлайн в додатку Maxim на Xbox Live. Декілька серій зображають Дакоту Майєрса, військового радника Maxim. Maximum Warrior продюсований Grand Street Media.
27 лютого 2014 підприємець Сардар Бігларі, засновник Biglari Holdings та Biglari Capital, викупив журнал «Maxim». Сардар Бігларі прокоментував свої плани так: «Ми плануємо побудувати бізнес множинними розмірами, таким чином активізовуючи наших читачів та глядацьку аудиторію». У вересні 2014 він найняв Кейт Ланфер, колишнього директора по стилю в Elle та T: The New York Times Fashion Magazine, на посаду головного редактора, щоби переробити загальну тематику на розкіш, стиль життя та моду. Річна зарплатня посади становила $700,000 . Під керівництвом Кейт Ланфер у вересневому випуску 2015 року вперше за історію журналу на обкладинці опинилася фотографія чоловіка, а не жінки; ним став актор Ідріс Ельба. В листопаді 2015 Ланфер покинула роботу в журналі.
В січні 2016 Сардар Бігларі офіційно зайняв посаду головного редактора «Maxim». Персоналом було повідомлено, що грудневий випуск був повністю відкинутим Бігларі, аби переробити його під новий стиль журналу. 13 січня 2016 Джиль Бенсімо долучився до команди Бігларі як креативний директор. Він прокоментував своє нове місце робити тим, що: «Мене тягнуло до „Maxim“ через бачення Бігларі нового вигляду бренду».
Індонезійське видання журналу Maxim перестало виходити в Індонезії в серпні 2017 року. На обкладинці останнього випуску з'явилась австралійська модель Джессіка Гомес.

## Українська версія
Українська версія видавалася з 2003 до 2015 російською мовою. Останній номер вийшов у червні 2015. Українська версія містила більшість матеріялів російської, головним редактором якої був Олександр Маленков, і мала тільки свого випускаючого редактора MC Сергія Рибіка.

## Знаменитості на обкладинці
За роки існування журналу на його обкладинках побувало багато знаменитостей (акторок, співачок, моделей). Для обкладинки травневого видання 2001 року позувала румунська модель Аліна Вакаріу.